# 绎幕县
绎幕县是西汉在清河郡下置的一个县，治所在今山东省平原县西北。公元352年，后赵将领段部鲜卑人段勤据守绎幕县，自称赵国皇帝。北魏绎幕县属于东清河郡。北齐废除。隋文帝开皇十六年（596年）再设绎幕县，属于德州。隋炀帝大业初年废入安德县。